# Крсташ (застава)
Крсташ (застава; арх. крсташ-барјак) је назив за заставу са представом крста. Током историје, овај тип заставе је био често употребљаван у хришћанским земљама, тако да су варијанте државних, народних, верских, војних и других застава са представом крста веома бројне и разноврсне. Као симбол припадности хришћанству, заставе са представом крста се још од средњовјековног раздобља јављају и у српским земљама, а током потоњег раздобља турске власти постале су симбол борбе за слободу. По том основу, заставе-крсташи представљају саставни дио, а поријекло воде од средњовјековних војних застава. Познато је да српски цар Стефан Душан усвојио византијску заставу са крстом (дивелион, љубичаста застава са златним крстом у средини). Према српској епској поезији, током османског периода, хајдуци су имали ратну заставу са крстовима (крсташ-барјак) или са иконом свеца (светачки барјак). Крсташ-барјак се помиње у епским пјесмама косовског циклуса; витез Бошко Југовић носио га је у Косовској бици 1389. године. Коришћена је и као општа устаничка застава током Српске револуције (1804—1817) и као секундарна застава врховног команданта (Ђорђе 1804—1813; Милош 1815—1817). Усвојена је и као војна застава Књажевине Црне Горе (1852—1910) и Краљевине Црне Горе (1910—1918). Црногорска ратна застава коришћена у бици код Вучијег Дола (1876) са бијелим шапастим крстом у средини и бијелом ивицом, сматра се дијелом традиције усвојене од ратне застава са Косова која се нашла у Црној Гори након што су је преживјели витезови ту донијели. Сматра се да у Пероју (Хрватска) њихови преци (који су мигрирали из Црне Горе) имају у свом посједу ратну заставу која је коришћена у Косовском боју.

## Галерија
- Црвени крсташ на слици Таковски устанак (1888)
- Традиционални црвени крсташ на бијелом пољу (18—19. вијек)
- Традиционални бијели крсташ на црвеном пољу (18—19. вијек)
- Крсташ из битке на Вучијем Долу (1876)
- Златни крсташ Српског националног савјета Црне Горе (2008)
- Златни крсташ са оцилима